# Simone Borgheresi
Simone Borgheresi (Greve in Chianti, 1º agosto 1968) è un ex ciclista su strada e dirigente sportivo italiano.
Professionista dal 1992 al 2002, vinse il Giro dell'Appennino 1999 e il Giro del Trentino 2000. Dal 2004 al 2014 è stato direttore sportivo per formazioni professionistiche e dilettantistiche italiane.

## Carriera
Borgheresi iniziò l'attività agonistica nel 1976 a soli 8 anni con la Società Ciclistica Grevigiana. Nelle categorie giovanili ottenne 70 vittorie tra strada e pista. Professionista dal 1992 al 2002, ottenne in carriera cinque successi da pro: una tappa alla Vuelta a Aragón nel 1995, la Subida a Urkiola nel 1998, il Giro dell'Appennino nel 1999 e una tappa e la classifica finale al Giro del Trentino nel 2000.
Scalatore, negli anni alla Mercatone Uno lavorò come gregario per Marco Pantani prima e per Stefano Garzelli poi, supportando il primo nei trionfi a Giro d'Italia e Tour de France 1998, e il secondo nel vittorioso Giro d'Italia 2000.
Terminata l'attività, è diventato direttore sportivo dal 2004. Per tre anni, dal 2005 al 2007, è stato alla Ceramica Flaminia accanto al compagno di squadra della Mercatone Uno Massimo Podenzana. Dal 2008 al 2012 ha lavorato nel team Seano/Hopplà/Simaf Carrier, squadra di dilettanti Under-23 ed Elite, a fianco di Riccardo Forconi. Nel 2013, sempre al fianco di Forconi, è tornato a dirigere un team professionistico, la Ceramica Flaminia-Fondriest, divenuta nel 2014 Nankang-Fondriest.

## Palmarès
- 1989 (dilettanti)

Gran Premio Città di Empoli
Coppa Lanciotto Ballerini
Gran Premio Città di Vinci
- 1991 (dilettanti)

G.P. Industria, Commercio ed Artigianato - Vignole di Quarrata
Trofeo Mario Zanchi
Gran Premio di Montanino
6ª tappa Giro d'Italia dilettanti
- 1992 (dilettanti)

Trofeo Serafino Biagioni
- 1995

4ª tappa Vuelta a Aragón
- 1998

Subida a Urkiola
- 1999

Giro dell'Appennino
- 2000

1ª tappa, 2ª semitappa Giro del Trentino
Classifica generale Giro del Trentino

### Altri successi
- 1995

Classifica scalatori Vuelta a Aragón

## Piazzamenti

### Grandi Giri
- Giro d'Italia

1994: 96º
1995: ritirato (20ª tappa)
1997: ritirato (1ª tappa)
1999: non partito (21ª tappa)
2000: 112º
2001: 95º
- Tour de France

1998: 52º
2000: 114º